# هيتوشي إيغاراشي
هيتوشي إيغاراشي (باليابانية:五十嵐一) كان باحث ياباني في الأدب والتاريخ العربي والفارسي ومترجم ياباني ترجم كتاب آيات شيطانية لسلمان رشدي. بعدما أفتى آية الله الخميني بقتل كاتب الكتاب سلمان رشدي وكل من شارك في في طباعة الكتاب ويعلم بما يحتويه. طعن هيتوشي حتى الموت في مكتبه بجامعة تسكوبا وذلك في 11 يوليو 1991.